# Yeoryos Simitsís
Yeoryos Simitsís –en griego, Γεώργιος Σιμιτσής– (27 de mayo de 1994) es un deportista griego que compitió en taekwondo. Ganó una medalla de plata en el Campeonato Europeo de Taekwondo de 2014, en la categoría de –54 kg.

## Palmarés internacional
| Campeonato Europeo | Campeonato Europeo | Campeonato Europeo | Campeonato Europeo |
| Año                | Lugar              | Medalla            | Categoría          |
| ------------------ | ------------------ | ------------------ | ------------------ |
| 2014               | Bakú (Azerbaiyán)  | Medalla de plata   | –54 kg             |